# Nové Hony, Lučenec
Nové Hony este o comună slovacă, aflată în districtul Lučenec din regiunea Banská Bystrica, pe malul râului Suchá⁠(d). Localitatea se află la altitudinea de 211 m deasupra n.m., se întinde pe o suprafață de 16,65 km2 și în 2017 număra 177 de locuitori.

## Istoric
Localitatea Nové Hony este atestată documentar din 1332.

## Demografie
| An:                | 1994 | 2004   | 2014   | 2024   |
| ------------------ | ---- | ------ | ------ | ------ |
| Număr de persoane: | 185  | 195    | 184    | 178    |
| Diferență:         |      | +5,40% | −5,64% | −3,26% |

| An:                | 2023 | 2024   |
| ------------------ | ---- | ------ |
| Număr de persoane: | 182  | 178    |
| Diferență:         |      | −2,19% |